# Efficacité d'un turboréacteur
 (avril 2023).
Si vous disposez d'ouvrages ou d'articles de référence ou si vous connaissez des sites web de qualité traitant du thème abordé ici, merci de compléter l'article en donnant les références utiles à sa vérifiabilité et en les liant à la section « Notes et références ».
L'efficacité d'un turboréacteur est une mesure de la performance d'un turboréacteur aéronautique. Elle est fortement liée à l'absence de fuites, notamment entre l'extrémité des aubes et le carter ou plus généralement dans les zones entre parties fixes et mobiles. Des joints à revêtement abradable sont utilisés pour limiter les fuites. Dans un cas extrême où les fuites deviennent trop importantes, les turboréacteurs peuvent subir un phénomène de pompage entraînant une perte totale d'efficacité. L'encrassement des aubes du compresseur sont une autre source de perte d'efficacité.

## Fonctionnement d'un compresseur
Un compresseur axial est constitué des aubes tournantes du rotor et des aubes fixes du stator. Plusieurs étages de compression sont mis en série. Un étage correspond à une roue tournante et une roue fixe. Les roues tournantes accélèrent le flux d'air. Les aubes fixes redressent le flux, ce qui ralentit la vitesse et augmente la pression. Pour tenir compte de la variation de la densité de l'air, la section de passage diminue à chaque étage. En sortie de la chambre de combustion, un distributeur, fixe, oriente les gaz chauffés vers les aubes tournantes de la turbine ; ces aubes, très incurvées, dévient fortement le flux, récupérant ainsi beaucoup d'énergie ; un ou deux étages suffisent à entrainer le compresseur haute pression.

## Pertes d'efficacité liées aux fuites
À chaque étage de compresseur, la pression devient plus forte qu’à l’étage précédent. L’air a donc tendance à revenir vers l'étage précédent via l'inévitable espace qui se crée entre les extrémités des aubes et le revêtement abradable du carter. Ces mêmes fuites se produisent côté turbine, mais vers l'arrière. 
Les fuites diminuent le rendement des compresseurs et des turbines (diminution du débit à travers le réacteur et perte de travail mécanique utile). Par voie de conséquence, cela a un impact direct sur l’efficacité du réacteur, sa consommation de carburant et la poussée produite. 

### Localisation des fuites
On trouve ces fuites à différents endroits. On y retrouve donc des joints d’étanchéité, en l’occurrence :
- entre les aubes fixes et le corps mobile (inner air seal) ;
- entre les aubes mobiles et le stator (outer air seal) ;
- au niveau des paliers et roulements.

### Solutions
Afin d’augmenter les rendements des turboréacteurs, les constructeurs doivent minimiser ces fuites qui existent entre les parties fixes et les parties tournantes de la turbomachine. Une réduction même très faible de ces pertes conduit à des gains important pour les clients (les compagnies aériennes) si on considère la longue durée de fonctionnement des moteurs (plusieurs milliers d'heures, au nombre de moteurs sur l'avion et au nombre d'avions vendus). Les ingénieurs ont recours à des joints d’étanchéité « sans contact ». Plusieurs technologies de joints existent, en fonction des caractéristiques du lieu où se trouvent ces fuites.
Pour minimiser le jeu à l’extrémité de l’aube tournante, la solution la plus efficace trouvée par les motoristes est d’installer un revêtement tendre dans un logement du carter, au droit des pales, le protégeant ainsi des frottements et/ou des impacts éventuels avec ces éléments tournants. Ce revêtement est réalisé en matériau dit abradable, ce qui signifie qu’il a pour propriété d’être facilement creusé par l’extrémité de l’aube en cas de contact. Celle-ci n’est pratiquement pas endommagée et continue à remplir sa fonction. Lorsque le moteur est neuf, la première accélération-décélération du réacteur quantifie, par le creusement de l'abradable, ces inévitables fuites. 

## Pertes d'efficacité liées à l'encrassement
Les aubes du compresseur s'encrassent au cours du temps. On procède de temps à autre à un nettoyage en faisant tourner le réacteur tout en projetant vers l'entrée d'air un produit adapté.

## Perte de d'efficacité totale
Sans étanchéité appropriée, les fuites présentes dans le compresseur et la turbine peuvent entraîner une inversion brutale du flux d'air (phénomène de pompage). Cela peut avoir pour conséquence un non démarrage du moteur, une perte d’efficacité totale (perte de poussée) et de possibles flammes à l'admission. Cela s’accompagne d’un bang ou de plusieurs si le phénomène se répète. Les pièces des premières sections sont alors fortement endommagées. Ce phénomène est pris en compte dans la conception, et des joints d’étanchéité efficaces permettent d’avoir une grande marge au pompage. Mais il arrive que ce phénomène réapparaisse lorsque des joints sont trop usés, conduisant à des accidents ou des quasi-accidents.
D'autres causes possibles du pompage existent : utilisation aux limites, compresseur dégradé, rupture d'aube, ingestion d'oiseaux, mauvais fonctionnement de la régulation, des vannes de décharge, ou du stator à calage variable (Variable Stator Vane (VSV) en anglais).